# Youssef Jamaoui
 (octobre 2020).
Youssef Jamaoui, né le 29 avril 1993 à Khouribga (Maroc) est un footballeur marocain évoluant dans le club du Mouloudia d'Oujda. Il joue au poste de latéral droit.

## Biographie
En 2015, il est vice-champion du Maroc avec l'OC Khouribga.
En juin 2015, il participe au Tournoi de Toulon avec la sélection marocaine. Son équipe s'incline en finale face à la France.

## Palmarès
| OC Khouribga - Championnat du Maroc : - Vice-champion : 2014-15. |  | Maroc -20 ans - Tournoi de Toulon : - Finaliste : 2015. |